# Prêmio George Van Biesbroeck
O Prêmio George Van Biesbroeck (em inglês:  George Van Biesbroeck Prize) é um prêmio por conquistas de longo prazo na área da astronomia. De acordo com a página do prêmio na American Astronomical Society, "o Prêmio Van Biesbroeck é normalmente concedido a cada dois anos e honra uma pessoa viva por serviço extraordinário ou altruísta de longo prazo para a astronomia, muitas vezes além das exigências de sua posição paga."
De 1979 a 1996 o prêmio foi apresentado pela Van Biesbroeck Award, Inc. A American Astronomical Society assumiu a responsabilidade pelo prêmio em 1997.
O prêmio é denominado em memória de George Van Biesbroeck, que continuou a trabalhar como astrônomo ativo durante 27 anos após aposentar-se com 65 anos de idade.

## Recipientes
Esta lista é obtida da página da American Astronomical Society.

### Concedido pela Van Biesbroeck Award, Inc.
- 1979 D. Scott Davis
- 1980 Marcia Rieke
- 1981 Marc Aaronson, Jeremy Mould
- 1982 Erick Young
- 1983 No Award
- 1984 John Stocke
- 1985 Mark Giampapa
- 1986 John Hill
- 1987 No Award
- 1988 Dorrit Hoffleit
- 1989 Brian G. Marsden
- 1990 Aden Meinel
- 1991 Barry Clark
- 1992 Bob Kurucz
- 1993 Janet Akyüz Mattei
- 1994 Wayne Warren, Jr.
- 1995 Arlo Landolt
- 1996 Dave Crawford

### Concedido pela American Astronomical Society
- 1997 Helmut Abt
- 1998 Frank Lovas
- 1999 Barry Lasker
- 2000 D. Harold McNamara
- 2001 Michael J. Kurtz
- 2002 Víctor Manuel Blanco
- 2003 Donat Wentzel
- 2004 Rodger Doxsey
- 2005 Eric Greisen
- 2006 No award
- 2007 Stephen Maran
- 2008 Peter Stetson
- 2009 George Coyne
- 2010 Virginia Louise Trimble
- 2011 David S. Leckrone
- 2012 Meg Urry
- 2014 Michael Hauser
- 2016 Richard Perley